# Movileni, Iași
Movileni là một xã thuộc hạt Iași, România. Dân số thời điểm năm 2002 là 3126 người.